# فرضية مأوى التلوث

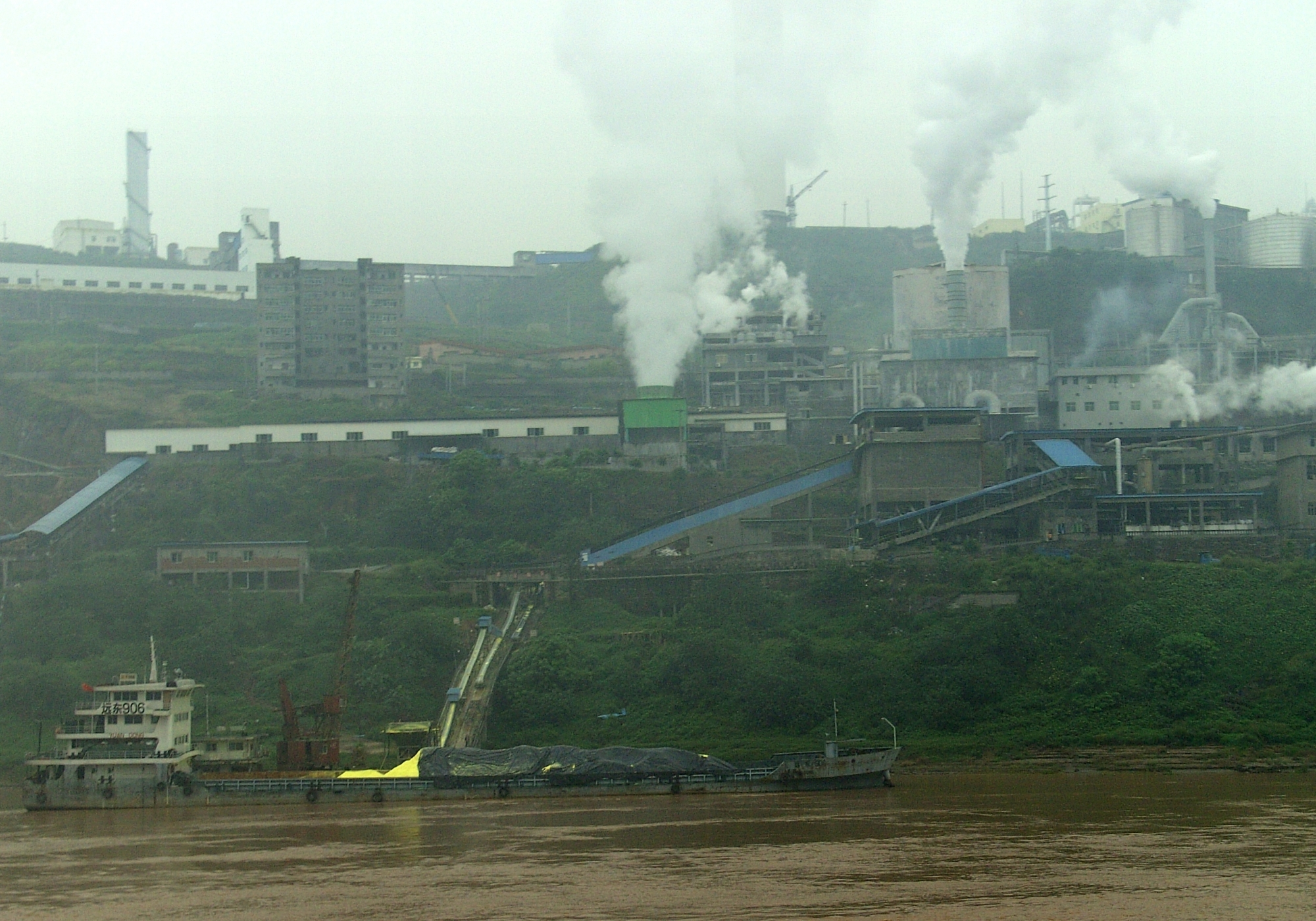
مصنع تتصاعد منه أعمدة العوادم على نهر اليانغتسي في الصين

تفترض فرضية مأوى التلوث أنه عندما تسعى الدول الصناعية الكبرى إلى إقامة مصانع أو مكاتب خارج المدن، فإنها غالبًا ما تبحث عن أرخص خيار من ناحية الموارد والعمالة، إذ يجب أن يوفر الخيار كل من الأرض والمواد التي تحتاج إليها. ومع ذلك، يحصل هذا غالبًا على حساب الممارسات غير السليمة بيئيًا؛ إذ تميل الدول النامية ذات الموارد والعمالة الرخيصة إلى امتلاك قوانين بيئية أقل صرامة من غيرها من الدول؛ وبشكل معاكس لما سبق، تُعَد الدول ذات الأنظمة البيئية الأكثر صرامة أكثر تكلفة بالنسبة للشركات نتيجة التكاليف الإضافية التي تُفرض عليها من أجل الالتزام بهذه الأنظمة. لذا، فإن الشركات التي تختار الاستثمار الفعلي في البلدان الأجنبية تميل إلى (إعادة) تحديد موقعها ليكون في البلدان التي تمتلك أدنى المعايير البيئية أو البلدان التي يضعف تطبيق هذه القوانين فيها.

## مقاييس الفرضية الثلاثة
1. تؤثر تكاليف مكافحة التلوث على الهوامش المادية، إذ تؤثر بعض الشيء على قرارات الاستثمار والتدفقات التجارية.
2. تُعد تكاليف مكافحة التلوث مهمة إلى درجة التأثير بشكل ملموس على التجارة والاستثمار.
3. وضعت البلدان معاييرها البيئية دون مستويات الكفاءة الاجتماعية فيها من أجل جذب الاستثمار أو الترويج لصادراتها.

يحظى المقياس الأول والثاني بدعم تجريبي، ولكن ما تزال أهمية الفرضية بالنسبة لعوامل الاستثمار والتجارة الأخرى مثيرة للجدل. وجدت إحدى الدراسات امتلاك الأنظمة البيئية لتأثير سلبي كبير جدًا على الاستثمار الأجنبي المباشر لبلد ما، لا سيما في الصناعات كثيفة التلويث عندما تقاس بالعمالة. ومع ذلك، وجدت نفس الدراسة امتلاك الأنظمة البيئية الموجودة في الدول المجاورة تأثيرًا ضئيلًا على التدفقات التجارية لتلك الدولة.

## مثال من الواقع

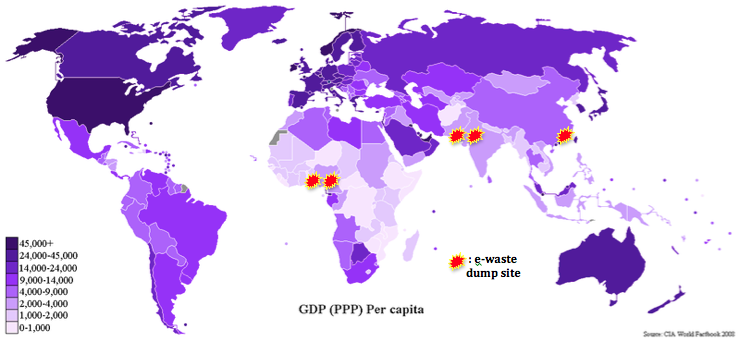
خريطة نصيب الفرد من الناتج المحلي الإجمالي حسب تعادل القوة الشرائية مع إضافة مواقع التخلص من النفايات الإلكترونية المعروفة

تُرسل البطاريات المستهلكة التي يحيلها الأمريكيون من أجل إعادة تدويرها بشكل متزايد إلى المكسيك، حيث يُستخرج الرصاص الموجود داخلها بطرق غير مشروعة في الولايات المتحدة الأمريكية. ينتج تدفق التصدير المتزايد هذا عن معايير صارمة جديدة أصدرتها وكالة حماية البيئة الأمريكية بشأن تلوث الرصاص، ما يجعل إعادة التدوير المحلي أكثر صعوبةً وكلفةً في الولايات المتحدة الأمريكية، ولكن لا يمنع هذا الأمر الشركات من تصدير العمل والخطر إلى البلدان التي تكون المعايير البيئية منخفضة فيها والتي تتساهل مع تنفيذ هذه العمليات. بهذا المعنى، أصبحت المكسيك مأوىً للتلوث بصناعة البطاريات في الولايات المتحدة بسبب اعتراف المسؤولين البيئيين المكسيكيين بافتقارهم إلى المال والقوى العاملة والقدرة التقنية اللازمة لمراقبة هذا التدفق. وفقًا لصحيفة نيويورك تايمز فقد صُدر 20% من السيارات والبطاريات الصناعية الأمريكية المستهلكة إلى المكسيك في عام 2011، بعد أن كانت هذه النسبة 6% في عام 2007، ما يعني أن نحو 20 مليون بطارية عبرت الحدود في ذلك العام. هُربت نسبة كبيرة من هذا التدفق بعد أن صُنفت بشكل مقصود على أنها خردة معدنية على الرغم من أنها ليست كذلك.